# Армянская больница Сурб Пркич
Армянская больница Сурб Пркич (Святого Спасителя) в Едикуле (арм. Սուրբ Փրկիչ հայոց հիվանդանոց, тур. Yedikule Surp Pırgiç Ermeni Hastanesi) — лечебное учреждение в Константинополе (сейчас Стамбул), в районе Едикуле, основанное в 1832 году.

## История
Основана в 1832 году как Национальная больница Сурб Пркич (Святого Спасителя) (арм. Աուրբ Փրկիչ ազգային հիվանդանոց) согласно эдикту османского султана Мехмеда II. Была открыта на средства армянского филантропа Арутюна Безчияна.
Начала принимать пациентов 31 мая 1834 года, была открыта патриархом константинопольским Стефаном II. Изначально была запланирована как психиатрическая лечебница. Первое время в больнице работали итальянские и греческие доктора.
В 1906 году было открыто новое здание с тремя корпусами, а также церковь при больнице. В 1915 году, во время Первой мировой войны, османское правительство конфисковало один из этажей больницы и открыло на его месте военный госпиталь.
В 1953 году сменила название с Национальной больницы Сурб Пркич на Армянскую больницу Сурб Пркич. В 1954 году армянский предприниматель Галуст Гюльбенкян подарил больнице здание Селамет Хан в районе Эминёню.
По состоянию на 1970 году в больнице было 250 больничных коек и персонал численностью 1000 человек, имелась медицинская лаборатория, больница получала финансовую помощь от Армянского всеобщего благотворительного союза.
В 1974 году турецкие власти приняли закон, по которому немусульманские благотворительные организации не могут владеть собственностью, не зарегистрированной во время ревизии 1936 года, в результате чего были конфискованы 19 объектов, принадлежащих больнице, включая здание Селамет Хан. С 1994 года здание Селамет Хан управлялось Главным советом фондов Турции.
В 2008 году был принят закон о фондах, после чего часть собственности была возвращена: в 2011 году здание Селамет Хан стало 7-м возвращённым объектом.
По состоянию на 2011 год была одной из двух армянских больниц Стамбула наряду с армянской больницей Сурб Акоп при Армянской католической церкви.